# مطار سان خوسيه الدولي
مطار سان خوسيه مينيتا الدولي (إياتا: SJC، إيكاو: KSJC، معرف الموقع إف إيه إيه: SJC)، رسميًا مطار نورمان واي مينيتا سان خوسيه الدولي ويسمى  مطار سان خوسيه الدولي(بالإنجليزية: San Jose International Airport) هو مطار دولي يقع في مدينة سان خوسيه. هو مطار عام مملوك للمدينة في سان خوسيه . خوسيه، كاليفورنيا ، الولايات المتحدة. يخدم منطقة وادي سانتا كلارا في منطقة الخليج. سمي المطار على اسم نورمان مينيتا وزير النقل الأمريكي السابق ووزير التجارة الأمريكي الذي شغل أيضًا منصب عمدة سان خوسيه وعضو مجلس مدينة سان خوسيه .
المطار هو ثاني أكثر المطارات ازدحامًا في منطقة الخليج من حيث الركاب بعد مطار سان فرانسيسكو الدولي على أن مدينة سان خوسية أكبر. يقع على بعد ثلاثة أميال شمال غرب وسط مدينة سان خوسيه بالقرب من تقاطعات طريق الولايات المتحدة 101 والطريق السريع 880 وطريق الولاية 87 . طار 54% من الركاب المغادرين أو القادمين إلى مطار على خطوط طيران ساوث ويست في عام 2021؛ كانت خطوط ألاسكا الجوية ثاني أكثر شركات الطيران شعبية مع حوالي 19٪ من الركاب.

## شركات الطيران والوجهات
| شركـات طيـران           | الوجهات | Refs   |
| ----------------------- | --- | ------ |
| خطوط آلاسكا الجوية      | مطار أوستن برغستروم الدولي، Boise، مطار غوادالاخارا الدولي، مطار هونولولو الدولي، Kahului، Kailua-Kona، Lihue، مطار لوس أنجلوس الدولي، مطار بورتلاند الدولي، Puerto Vallarta ‏، مطار سان دييغو الدولي، San José del Cabo ‏، مطار سياتل تاكوما الدولي | [ 8 ]  |
| الخطوط الجوية الأمريكية | مطار دالاس فورت ورث الدولي، مطار فينيكس سكاي هاربر الدولي | [ 9 ]  |
| إمريكان إيغل            | مطار لوس أنجلوس الدولي موسمي: مطار فينيكس سكاي هاربر الدولي | [ 9 ]  |
| خطوط دلتا الجوية        | مطار هارتسفيلد جاكسون، مطار منيابولس سانت بول الدولي، مطار سولت ليك سيتي الدولي، مطار سياتل تاكوما الدولي | [ 10 ] |
| Delta Connection        | مطار لوس أنجلوس الدولي، مطار سولت ليك سيتي الدولي، مطار سياتل تاكوما الدولي | [ 10 ] |
| خطوط هاواي الجوية       | مطار هونولولو الدولي، Kahului | [ 11 ] |
| خطوط جيت بلو الجوية     | موسمي: مطار لوجان الدولي، مطار جون إف كينيدي الدولي | [ 12 ] |
| خطوط ساوث ويست الجوية   | مطار أوستن برغستروم الدولي، Boise، Burbank، مطار ميدواي الدولي، Dallas–Love، مطار دنفر الدولي، Eugene، مطار هونولولو الدولي، Houston–Hobby، Kahului، Kailua-Kona، مطار هاري ريد الدولي، Lihue، Long Beach ‏، مطار لوس أنجلوس الدولي، مطار ناشفيل الدولي، Ontario، Orange County ‏، Palm Springs ‏، مطار فينيكس سكاي هاربر الدولي، مطار بورتلاند الدولي، مطار رينو تاهو الدولي، مطار سولت ليك سيتي الدولي، مطار سان دييغو الدولي، مطار سياتل تاكوما الدولي، Spokane موسمي: مطار سانت لويس الدولي | [ 14 ] |
| خطوط سبيريت الجوية      | مطار دالاس فورت ورث الدولي، مطار هاري ريد الدولي، مطار سان دييغو الدولي | [ 15 ] |
| الخطوط الجوية المتحدة   | مطار أوهير الدولي، مطار دنفر الدولي، مطار جورج بوش الدولي | [ 16 ] |
| United Express          | موسمي: مطار دنفر الدولي، مطار جورج بوش الدولي | [ 16 ] |
| Volaris                 | مطار غوادالاخارا الدولي، León/Del Bajío ‏، Morelia، Zacatecas | [ 17 ] |
| Zipair Tokyo            | مطار ناريتا الدولي | [ 18 ] |

| خريطة الوجهات |
| --- |
| San Jose Burbank مطار لوس أنجلوس الدولي مطار سان دييغو الدولي مطار أوستن برغستروم الدولي Spokane مطار دنفر الدولي مطار سولت ليك سيتي الدولي مطار فينيكس سكاي هاربر الدولي مطار هاري ريد الدولي مطار بورتلاند الدولي مطار سياتل تاكوما الدولي مطار أوهير الدولي Eugene مطار جورج بوش الدولي Palm Springs ‏ [[Orange County\|Orange County]] ‏ مطار ناشفيل الدولي مطار ميدواي الدولي Dallas–Love مطار رينو تاهو الدولي مطار هارتسفيلد جاكسون Houston-Hobby Ontario Long Beach ‏ مطار دالاس فورت ورث الدولي مطار سانت لويس الدولي مطار جون إف كينيدي الدولي مطار لوجان الدولي Boise مطار منيابولس سانت بول الدولي وجهات البر الرئيسي الأمريكي من المطار · أحمر = المنتظمة · أخضر = الموسمية · أزرق = المستقبلية |
| مطار هونولولو الدولي Kahului Lihue Kailua-Kona وجهات هاواي · أحمر = المنتظمة · أخضر = الموسمية · أزرق = المستقبلية |
| مطار غوادالاخارا الدولي [[San José del Cabo\|San José del Cabo]] ‏ [[Leon/Del Bajío\|Leon/Del Bajío]] ‏ [[Morelia\|Morelia]] ‏ Zacatecas Puerto Vallarta ‏ وجهات المكسيك من المطار · أحمر = المنتظمة · أخضر = الموسمية · أزرق = المستقبلية |
| مطار ناريتا الدولي وجهات آسيا من المطار · أحمر = المنتظمة · أخضر = الموسمية · أزرق = المستقبلية |

## الإحصائيات

### أهم الوجهات
| الرتبة | المدينة                       | الركاب  | الناقل                               |
| ------ | ----------------------------- | ------- | ------------------------------------ |
| 1      | مطار سان دييغو الدولي         | 650,000 | آلاسكا, ساوث ويست                    |
| 2      | مطار سياتل تاكوما الدولي      | 526,000 | آلاسكا, دلتا, ساوث ويست              |
| 3      | مطار لوس أنجلوس الدولي        | 483,000 | آلاسكا, الأمريكية, دلتا, ساوث ويست   |
| 4      | مطار هاري ريد الدولي          | 395,000 | ساوث ويست                            |
| 5      | مطار فينيكس سكاي هاربر الدولي | 324,000 | الأمريكية, ساوث ويست                 |
| 6      | مطار دنفر الدولي              | 312,000 | ساوث ويست, المتحدة                   |
| 7      | Orange County, California ‏    | 307,000 | ساوث ويست                            |
| 8      | مطار بورتلاند الدولي          | 287,000 | آلاسكا, ساوث ويست                    |
| 9      | Burbank, California           | 248,000 | ساوث ويست                            |
| 10     | مطار هونولولو الدولي          | 234,000 | آلاسكا, خطوط هاواي الجوية, ساوث ويست |

| الرتبة | المدينة                    | الركاب  | الناقل          |
| ------ | -------------------------- | ------- | --------------- |
| 1      | مطار غوادالاخارا الدولي    | 190,661 | آلاسكا, فولاريس |
| 2      | San José del Cabo, Mexico ‏ | 78,884  | آلاسكا          |
| 3      | Puerto Vallarta, Mexico ‏   | 58,758  | آلاسكا          |
| 4      | Morelia, Mexico ‏           | 43,886  | فولاريس         |
| 5      | مطار لندن هيثرو            | 33,926  | البريطانية      |
| 6      | Guanajuato, Mexico ‏        | 26,418  | فولاريس         |
| 7      | Zacatecas, Mexico          | 23,514  | فولاريس         |
| 8      | مطار بينيتو خواريز الدولي  | 22,817  | فولاريس         |

### شركات الطيران
| الرتبة | الناقل                  | الركاب    | الحصة  |
| ------ | ----------------------- | --------- | ------ |
| 1      | خطوط ساوث ويست الجوية   | 6,758,000 | 63.83% |
| 2      | SkyWest Airlines        | 1,083,000 | 10.23% |
| 3      | خطوط آلاسكا الجوية      | 969,000   | 9.15%  |
| 4      | خطوط دلتا الجوية        | 505,000   | 4.77%  |
| 5      | الخطوط الجوية الأمريكية | 474,000   | 4.48%  |

### عدد الركاب
شاهد source Wikidata query and sources.
| السنة | الركاب     | السنة | الركاب     | السنة | الركاب     |
| ----- | ---------- | ----- | ---------- | ----- | ---------- |
| 1998  | 10,506,173 | 2008  | 9,720,150  | 2018  | 14,319,292 |
| 1999  | 11,452,334 | 2009  | 8,321,750  | 2019  | 15,650,444 |
| 2000  | 13,096,523 | 2010  | 8,246,342  | 2020  | 4,711,577  |
| 2001  | 13,074,467 | 2011  | 8,356,981  | 2021  | 7,357,441  |
| 2002  | 11,117,457 | 2012  | 8,296,392  | 2022  | 11,333,723 |
| 2003  | 10,601,190 | 2013  | 8,783,319  | 2023  |            |
| 2004  | 11,046,489 | 2014  | 9,385,212  | 2024  |            |
| 2005  | 10,891,466 | 2015  | 9,799,527  | 2025  |            |
| 2006  | 10,708,068 | 2016  | 10,796,725 | 2026  |            |
| 2007  | 10,658,191 | 2017  | 12,480,232 | 2027  |            |